# Nelli Wassiljewna Ferjabnikowa
Nelli Wassiljewna Ferjabnikowa, geboren als Nelli Wassiljewna Bilmajer, (russisch Нелли Васильевна Ферябникова; *  14. Mai 1949 in Workuta) ist eine ehemalige sowjetische Basketballspielerin, die 1976 und 1980 Olympiasiegerin war. Außerdem war sie zweimal Weltmeisterin und fünfmal Europameisterin.

## Sportliche Karriere
Nelli Ferjabnikowa gewann mit der Nationalmannschaft der UdSSR von 1970 bis 1978 bei fünf aufeinander folgenden Turnieren den Europameistertitel, wobei sie beim ersten Mal noch als Nelli Bilmajer antrat. 1970 erzielte sie in sieben Spielen 67 Punkte, davon sieben im Finale gegen die Französinnen. 1971 bei der Weltmeisterschaft in Brasilien gewann die sowjetische Mannschaft vor der Mannschaft aus der Tschechoslowakei und den Brasilianerinnen. Nelli Bilmajer erzielte 95 Punkte in neun Spielen. Bei der Europameisterschaft 1972 trat sie erstmals unter dem Namen Nelli Ferjabnikowa an. Sie trug mit 68 Punkten in acht Spielen zum Titelgewinn bei. Zwei Jahre später war sie nur in sechs der acht Spiele dabei und erzielte beim Titelgewinn 1974 29 Punkte. Bei der Weltmeisterschaft 1975 erzielte Ferjabnikowa 93 Punkte in acht Spielen und war damit hinter Uļjana Semjonova zweitbeste Werferin der sowjetischen Mannschaft. Die sowjetische Mannschaft gewann den Titel in einer Finalrunde vor den Japanerinnen.
Beim Gewinn des Europameistertitels 1976 war Ferjabnikowa mit 57 Punkten in acht Spielen erfolgreich. Zwei Monate nach den Europameisterschaften wurde in Montreal das erste olympische Basketballturnier für Frauen ausgetragen, bei dem sechs Mannschaften gegeneinander antraten, die sowjetischen Spielerinnen gewannen alle fünf Partien. Ferjabnikowa erzielte 48 Punkte, im Spiel gegen die Silbermedaillengewinnerinnen aus den Vereinigten Staaten erzielte sie zehn Punkte. 1978 bei der Europameisterschaft in Polen gewann die sowjetische Mannschaft alle acht Spiele. Ferjabnikowa erzielte insgesamt 90 Punkte und war hinter Olga Sucharnowa und Uļjana Semjonova dritt-erfolgreichste Werferin ihrer Mannschaft. An der Weltmeisterschaft 1979 in Südkorea nahmen die Mannschaft aus der UdSSR sowie die anderen Mannschaften aus dem Ostblock nicht teil. Bei den Olympischen Spielen 1980 in Moskau war die Mannschaft aus der UdSSR in Abwesenheit der boykottienden Weltmeisterinnen aus den Vereinigten Staaten als Gastgebermannschaft klar favorisiert. Die Mannschaft gewann auch alle sechs Spiele, das Finale gegen Bulgarien endete 104:73. Mit 57 Punkten in sechs Spielen, davon sieben Punkten im Finale, trug Ferjabnikowa zum Titelgewinn bei.
Die 1,93 m große Nelli Ferjabnikowa spielte für Spartak Moskau, mit diesem Verein wurde sie 1978 sowjetischer Meister.